# Объединяющая церковь Австралии
Объединяющая церковь Австралии (англ. Uniting Church in Australia, UCA) — крупнейшая унитарная протестантская церковь в Австралии, образованная в 1977 году в результате слияния методистской, большей части пресвитерианской и конгрегационалистской деноминаций. 

## История
Церковь была основана 22 июня 1977 года после многолетних переговоров между Методистской церковью Австралазии, двумя третями Пресвитерианской церкви Австралии и Конгрегациональным союзом Австралии. Основой объединения стал документ «Базис объединения», подчёркивающий приверженность библейскому учению, экуменизму и социальной справедливости.

## Статистика
По данным переписи 2021 года, 673 260 австралийцев идентифицируют себя с UCA, что делает её третьей по численности христианской конфессией страны после католиков и англикан.

## Организация

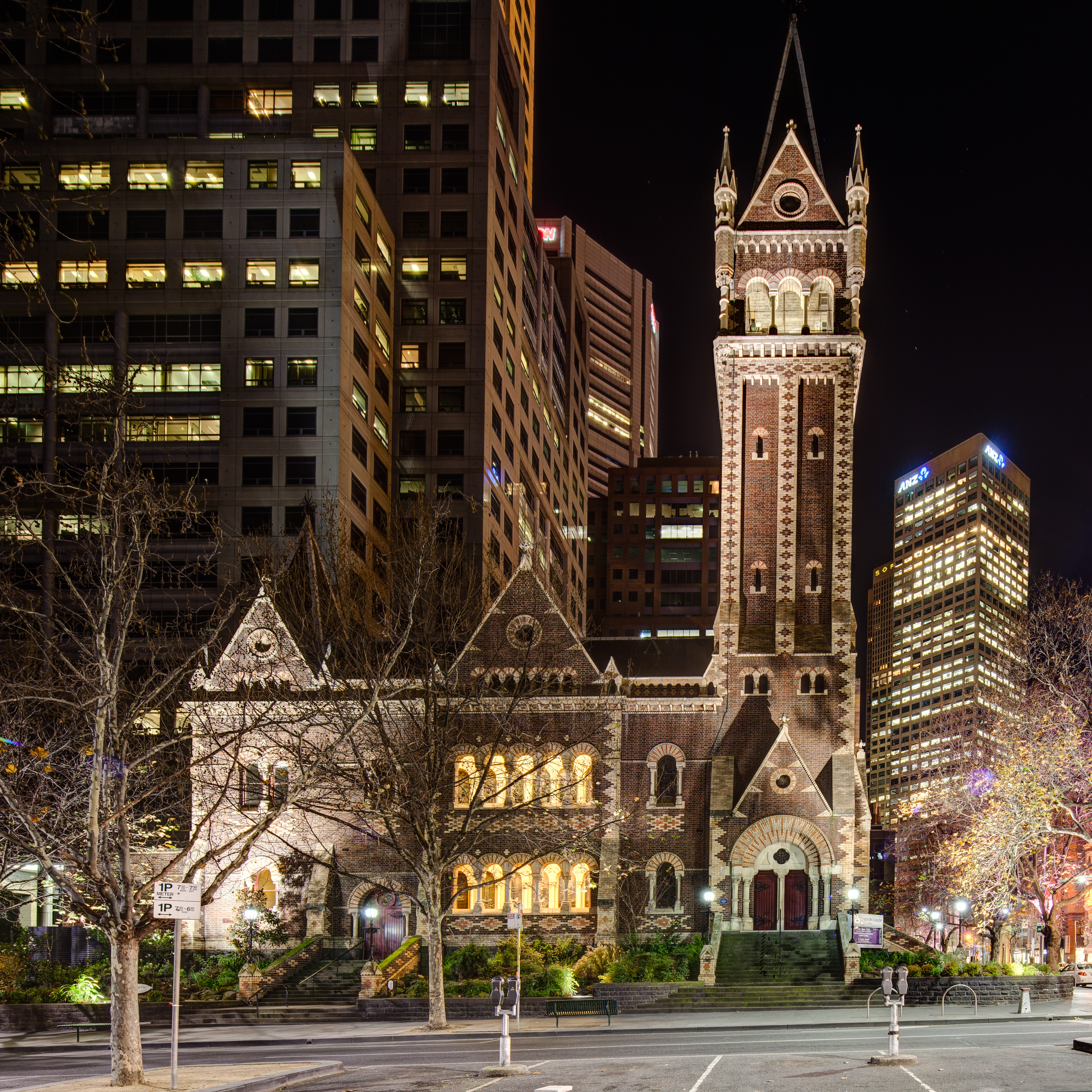
Сент-Майклс Юнайтинг Черч в Мельбурне, бывшая церковь Конгрегационального союза.

Объединяющая церковь Австралии имеет четырёхуровневую структуру:
- Конгрегации (местные общины) — около 2000 по всей Австралии;
- Пресвитерии (региональные советы) — осуществляют надзор за конгрегациями;
- Синоды (штатные объединения) — 6 синодов, соответствующих административным регионам;
- Генеральная ассамблея — высший орган, собирающийся раз в три года.

Церковь придерживается конгрегациональной, пресвитерианской и коннексиональной моделей управления. Руководящие должности, включая президента ассамблеи, открыты для всех членов церкви независимо от пола и семейного положения.

### Синоды
Церковь включает следующие синоды:
- Синод Нового Южного Уэльса и столичной территории;
- Синод Квинсленда;
- Синод Южной Австралии;
- Синод Западной Австралии;
- Синод Виктории и Тасмании;
- Северный синод (Северная территория и северные регионы других штатов).

## Деятельность

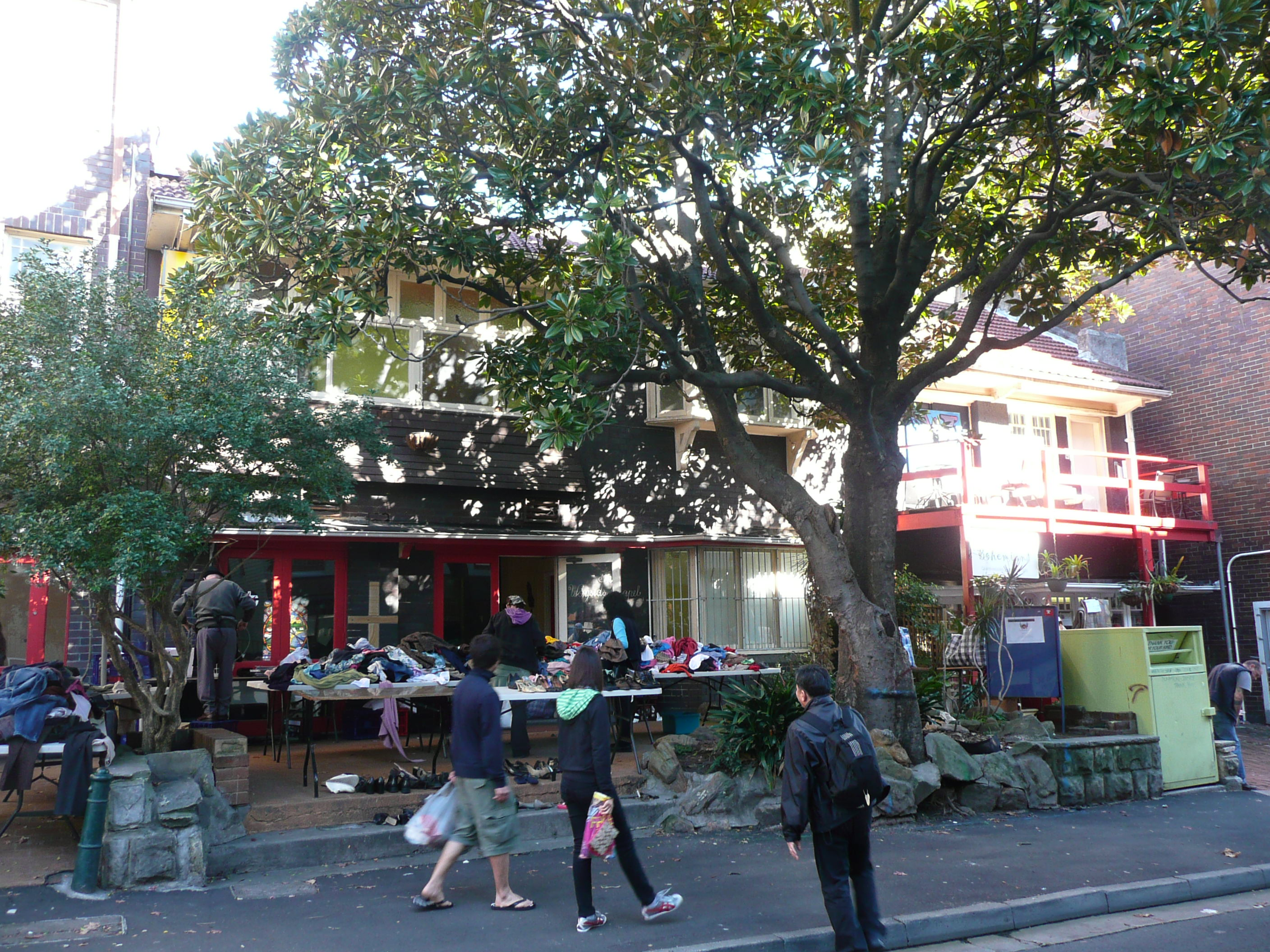
Часовня Уэйсайд в Сиднее — пример социального служения церкви.

Объединяющая церковь Австралии активно участвует в социальной работе через сеть организаций:
- UnitingCare Australia — крупнейший негосударственный поставщик услуг в сфере здравоохранения, ухода за пожилыми и поддержки семей;
- UnitingWorld — международное агентство развития, работающее в Тихоокеанском регионе, Азии и Африке;
- Фронтьерские службы — помощь жителям отдалённых районов Австралии[14];
- Церковь управляет рядом теологических колледжей, включая Пилигримский теологический колледж в Мельбурне и Тринити-колледж в Квинсленде[15].

## Теология и социальная доктрина
Объединяющая церковь Австралии объединяет традиции кальвинизма, методизма и конгрегационализма. Богослужения варьируются от традиционных до современных форм с использованием христианского рока и экспериментальных литургий.

### Отношение к ЛГБТ
С 2003 года церковь разрешает рукоположение открытых геев и лесбиянок, оставляя решение за местными пресвитериями. В 2018 году Генеральная ассамблея одобрила проведение однополых браков. В 2021 году UCA стала первой крупной австралийской церковью, рукоположившей трансгендерного священника — Джозефину Инкпин.